# Atletismo nos Jogos Mundiais Militares de 2011 - Salto triplo masculino
A disputa do salto triplo masculino nos Jogos Mundiais Militares de 2011 foi realizada nos dias 19 e 21 de julho no Estádio Olímpico João Havelange.

## Medalhistas
| Ouro   | BRA Jefferson Sabino |
| Prata  | ALG Issam Nima       |
| Bronze | BLR Dmytri Dziatsuk  |

## Fase de Qualificação

### Grupo A
| Pos. | Atleta                        | Marca | Notas                |
| ---- | ----------------------------- | ----- | -------------------- |
| 1    | UKR Dmytro Tyden              | 16,40 | Q                    |
| 2    | BLR Dmytri Dziatsuk           | 16,08 | Q                    |
| 3    | IND Malkit Singh              | 15,90 | q                    |
| 4    | BRA Jadel Gregório            | 15,47 | q                    |
| 5    | MAR Bazzine Hassan            | 15,22 | q                    |
| 6    | COL Jorge Luis Moreno Cordoba | 15,13 | Recorde da temporada |
| 7    | SUR Jermaine Gray             | 14,44 | Recorde da temporada |
| 8    | SRI Chamara Gamage            | 14,36 |                      |
| —    | MKD Dragan Petrović           | DNS   |                      |

### Grupo B
| Pos. | Atleta                          | Marca | Notas |
| ---- | ------------------------------- | ----- | ----- |
| 1    | ALG Issam Nima                  | 16,37 | Q     |
| 2    | BRA Jefferson Sabino            | 16,32 | Q     |
| 3    | BLR Dmitry Platnitski           | 16,10 | Q     |
| 4    | SUI Alexander Hochuli           | 15,77 | q     |
| 5    | POL Adrian Swiderski            | 15,61 | q     |
| 6    | IND Bibu Mathew                 | 15,52 | q     |
| 7    | PAK Zafar Iqbal                 | 15,23 | q     |
| 8    | COL Luis Fernando Perea Balanta | 14,98 |       |
| 9    | SRB Bojović Miroslav            | 13,73 |       |

## Final
| Pos.              | Atleta                | Marca | Notas                |
| ----------------- | --------------------- | ----- | -------------------- |
| Medalha de ouro   | BRA Jefferson Sabino  | 16,89 | Recorde da temporada |
| Medalha de prata  | ALG Issam Nima        | 16,49 |                      |
| Medalha de bronze | BLR Dmytri Dziatsuk   | 16,38 |                      |
| 4                 | UKR Dmytro Tyden      | 16,35 |                      |
| 5                 | BLR Dmitry Platnitski | 16,27 |                      |
| 6                 | BRA Jadel Gregório    | 16,04 | Recorde da temporada |
| 7                 | POL Adrian Swiderski  | 16,02 |                      |
| 8                 | IND Malkit Singh      | 15,72 |                      |
| 9                 | IND Bibu Mathew       | 15,56 | Recorde da temporada |
| 10                | SUI Alexander Hochuli | 15,53 |                      |
| 11                | MAR Bazzine Hassan    | 15,16 |                      |
| —                 | PAK Zafar Iqbal       | NM    |                      |

Legenda
| Recorde mundial      | Recorde mundial (World record)               |                       | Recorde africano                      | Recorde africano (African) |                                           | Q | Classificado por posição (Qualified) |
| Recorde militar      | Recorde dos Jogos Mundiais Militares         | Recorde da América    | Recorde da América (Americas)         | q                          | Classificado por melhor tempo (Qualified) |   |                                      |
| Melhor marca do ano  | Melhor marca do ano (World leading)          | Recorde asiático      | Recorde asiático (Asian)              | DNS                        | Não largou (Did not start)                |   |                                      |
| Recorde nacional     | Recorde nacional (National record)           | Recorde europeu       | Recorde europeu (European)            | DNF                        | Não terminou (Did not finish)             |   |                                      |
| Recorde pessoal      | Recorde pessoal do atleta (Personal best)    | Recorde da Oceania    | Recorde da Oceania (Oceania)          | DSQ / DQ                   | Desclassificado (Disqualified)            |   |                                      |
| Recorde da temporada | Recorde da temporada do atleta (Season best) | Recorde sul-americano | Recorde sul-americano (South America) | NM                         | Sem marca (No mark)                       |   |                                      |